# ARIGATO!
『ARIGATO!』（ありがとう）は、1997年発売の広末涼子1枚目のアルバム。発売元はワーナーミュージック・ジャパン。

## 収録曲
1. prologue (m.k.5)(0:16)
作曲：藤井丈司
2. 大スキ!(4:29)
作詞・作曲：岡本真夜、編曲:藤井丈司・山本拓夫
  - 2ndシングル。アサヒ飲料「三ツ矢サイダー」CMソング
3. 恋のカウンセル(3:58)
作詞・作曲：竹内まりや、編曲:藤井丈司・金子飛鳥
4. 風のプリズム(5:09)
作詞・作曲：原由子、編曲:藤井丈司・島健
  - 3rdシングル。味の素 CMソング
5. 言い出せなくて(4:48)
作詞・作曲：竹内まりや、編曲:藤井丈司
6. ヨリミチ(4:32)
作詞・作曲・編曲:高浪敬太郎
7. とまどい (back to the summer version)(4:48)
作詞・作曲：竹内まりや、編曲:藤井丈司
8. It's my Idol(4:29)
作詞・作曲：奥居香、編曲:藤井丈司
9. なんてったって 今日はクリスマス!(4:32)
作詞・作曲：岡本真夜、編曲:藤井丈司
10. MajiでKoiする5秒前(4:20)
作詞・作曲：竹内まりや、編曲:藤井丈司・服部隆之
  - 1stシングル。NTTドコモ「ポケベル」CMソング・フジテレビ系列ドラマ「木曜の怪談'97 悪霊学園」主題歌
11. f.s.b. (five seconds before)(0:37)
作曲：藤井丈司
12. アリガト!(5:36)
作詞・作曲：原由子、編曲:藤井丈司

## 演奏
- 広末涼子：Vocal, Harmony Vocals
- 藤井丈司：Guitar, Keyboards, Drum Programming, Digital Editing, Computer Programming & Synthesizer Programming
- 西田正也：Drum Programming, Computer Programming & Synthesizer Programming
- ワタナベノブタカ：Drum Programming, Digital Editing, Computer Programming & Synthesizer Programming
- 小倉博和、角田順、伊丹雅博、鈴木智文：Guitar
- 有賀啓雄、美久月千晴、渡辺等、沖山優司：Bass
- 矢部浩志：Drums
- 斎藤有太、柴田俊文、河合代介、旭純：Keyboards
- 野崎貴朗：Keyboards, Computer Programming & Synthesizer Programming
- 浜口茂外也、大石真理恵、三沢またろう：Percussion
- 山本拓夫：Sax
- 広原正典：Trombone
- 荒木敏男：Trumpet
- 飛鳥ストリングス、金原千恵子ストリングス、岡本エリストリングス：Strings
- 八木のぶお、松田幸一：Harmonica
- 朝川朋之：Harp
- 前田康美：Background Vocals & Harmony Vocals
- 竹内まりや、岡本真夜、鈴木祥子、坂井利衣子、告井延隆、中野督夫、ゴスペラーズ：Background Vocals
- 高浪慶太郎：Computer Programming & Synthesizer Programming
- DJ FUMIYA：Turntable
- 熊谷貫：Motordrive

## 批評
アイドル評論家の林明美（吉岡平）は、個々の楽曲の完成度の高さはもちろんのこと、曲を並べる順番に至るまで完璧な素晴らしいアルバムであると前置きした上で、これほどのアルバムを贈ってくれたスタッフに対し、広末が『ARIGATO!』と言いたくなる、その素直な気持ちを活かしたコンセプトこそが問題であると指摘する。林は広末の魅力の正体を徹底的に女性であることを感じさせないからこそ、かえってエロティックであるという『透明な少年性』と日本中が注目する衆人環境の中、まるで、そこに誰もいないかの如く、無邪気に振る舞える『いい意味での傍若無人さ』という矛盾する二つの要素を兼ね備えているところにあるとして、だからこそ周囲の存在を意識させる『ARIGATO!』のコンセプトは間違っていると述懐している。